# Retroalimentació negativa

La majoria de les hormones endocrines estan controlades per una retroalimentació negativa fisiològica com els glucocorticoides secretats pel còrtex de la glàndula suprarenal.

La retroalimentació negativa (en anglès: Negative Feedback, NFB) és un tipus de retroalimentació en el qual el sistema respon en una direcció oposada la pertorbació. El procés consisteix en retroactuar sobre alguna entrada del sistema una acció (força, voltatge, etc.) proporcional a la sortida o resultat del sistema, de forma que s'inverteix la direcció del canvi de la sortida. Això tendeix a estabiltizar la sortida, procurant que es mantingui en condicions constants. Això dona lloc sovint a equilibris (en sistemes físics) o a homeòstasi (en sistemes biològics) en els quals el sistema tendeix a tornar al seu punt d'inici automàticament. En canvi, la retroalimentació positiva és una retroalimentació en la qual el sistema respon en la mateixa direcció que la pertorbació, donant com a resultat l'amplificació del senyal original en lloc en lloc d'estabilitzar el senyal. En són exemples el control de temperatura mitjançant termòstat, el llaç de seguiment de fase la regulació hormonal, la temperatura de la sang dels animal de sang calenta.